# ボロトベク・シェルニヤゾフ
ボロト・シェル（ロシア語: Болот Шер, ラテン文字転写: Bolot Sher、1959年5月1日 - 2020年6月21日）は、キルギス共和国の政治家。暫定政権の元内務相。「アタ・メケン」党副党首。旧姓はボロトベク・シェルニヤゾフ（シェル＝ニヤズ）。

## 経歴
タラス州マナススキー地区プーシュキノ村出身。キルギス人。1976年8月～1977年7月、モスクワのPTU-78で学ぶ。学校卒業後、モスストロイのSU-67で働く。
1977年～1979年、ソビエト軍に勤務。1979年～1982年、モスクワの機械製造工場「サリュート」のプレス工、レーニン名称工場の組立工として働く。
1988年、ソ連内務省フルンゼ民警特殊中等学校を卒業し、1991年までキルギス共和国の内務機関に勤務する。
1991年～1998年、「シェル」社社長。1998年7月から共和国連盟「コク・ボル」総裁、2001年11月から国際連盟「コク・ボル」事務総長。1994年、タラス州マナススキー地区ウチ・コルゴン村人民代議員会議の代議員に選出。
2000年2月～2005年、ジョゴルク・ケネシュ（国会）人民代表者院代議員となり、青年問題・スポーツ・観光・社会団体及びマスコミ関係委員会の委員長を務めた。2002年、市民の憲法上の権利と自由の擁護の議会調査を率いたが、この件に関する資料が何者かによって盗まれてしまった。2005年初め、野党ブロック「アタ・ジュルト」（現在の同名党とは別）の活動家となり、ローザ・オトゥンバエヴァを支持するピケットを組織した。
2005年3月、第3期ジョゴルク・ケネシュ代議員に選出され、議会第一副トラガ（議長）に選出された。2006年2月27日、オムルベク・テケバエフ議長と共に辞任したが、新議長マラート・スルタノフの選出後、辞意を撤回し、2006年4月まで副議長職に留まった。
2006年、「アタ・メケン」党を組織し、2007年2月から同党の政治会議議員、副党首。
2010年4月5日、集会の組織のためにタラスに到着したが、民警により逮捕された。翌日、支持者の要求により釈放され、反政府集会を組織した。同日夕刻に再び逮捕されたが、蜂起者の要求により釈放された。
2010年4月8日、暫定政権の内務相代行に任命されたが、民警職員が反対集会を開き、4月19日に解任された。同年5月22日、内務相に再任。6月1日、ボロトベク・シェルニヤゾフからボロト・シェルに改姓・改名した。7月14日の「技術政府」発足に伴い内務相を退任した。
2020年6月21日に61歳で死去。

## パーソナル
「アチャケイ」社社長。「フェルガナ」紙の情報によれば、2004年度のキルギスで最も裕福な100人の内の1人に入った。
弟のサディク・シェル・ニヤズは、「技術政府」の文化相。